# Kepler-37 c
Kepler-37 c è un pianeta extrasolare in orbita intorno alla stella Kepler-37, situata nella costellazione della Lira, a una distanza dalla Terra di 215 anni luce. Le sue dimensioni sono a mezza strada tra quella di Marte e della Terra. È stato scoperto nel febbraio 2013 nell'ambito della missione Kepler, assieme ad altri due pianeti, Kepler-37 b e Kepler-37 d. Orbita ad una distanza di circa 0,14 UA dalla stella madre ed ha un periodo orbitale di poco più di 21 giorni. Nonostante sia più grande del pianeta più interno, le sue dimensioni sono solo i tre quarti di quelle del nostro pianeta, quindi è anch'esso tra i più piccoli pianeti conosciuti al momento della sua scoperta.